# Liquid Snake
Liquid Snake (リキッド・スネーク Rikiddo Sunēku), comúnmente llamado Liquid, siendo su nombre real Eli, es el gemelo y archinemésis de Solid Snake, así como comandante de campo de FOXHOUND y de los Genome Soldiers. Junto con Solid Snake y Solidus Snake, es uno de los tres hermanos genéticamente creados de las muestras de las células de Big Boss, a partir del proyecto llamado Les Enfants Terribles. Él cree ser inferior a Solid Snake, debido a que piensa que él fue el que recibió los genes recesivos. Sin embargo, se revela que el que adquiere los genes recesivos es Solid Snake, y quien posee los genes dominantes es Liquid Snake. Como resultado de esto, y de que Solid Snake fue quien eliminó a Big Boss, Liquid le guarda un gran rencor a Solid, y desea derrotarlo en combate para así poder reclamar su "derecho de nacimiento". Él es prácticamente igual a Solid Snake, excepto por el color de piel y cabello y por tener un acento británico.
La voz de Liquid Snake es realizada por Cam Clarke en la versión estadounidense, por Banjō Ginga en la versión japonesa y por Riki Coello en la versión en español.

## Metal Gear Solid V: The Phantom Pain
En The Phantom Pain, Eli aparece por primera vez aquí como un niño de 12 años, que es el líder de una banda de chicos.

## Metal Gear Solid
En Metal Gear Solid, Liquid aparece como el antagonista principal de Solid Snake. En el juego, Liquid se hace pasar como Master Miller a quien este mató, y engaña a Solid Snake para que active la nueva versión del Metal Gear, REX.  Al principio del juego derriba con un HIND-D a 2 F-16, Snake logra derribar ese helicóptero ruso en la torre de comunicación pero Liquid logra sobrevivir. Cerca del final del juego, Solid Snake se enfrenta a Liquid Snake, quien, al principio, pilota a REX. Este en el REX mata a Frank Jaeger (Gray Fox) que en un último esfuerzo demuestra que merece ese rango destruyendo el visor, lo que hace que Liquid quede al descubierto del Stinger. Cuando Solid Snake destruye a Metal Gear, Liquid explica la relación que tienen ambos personajes, descubriendo que los dos son hijos de Big Boss, creados para ser el soldado perfecto. Solid Snake tomó todos los "Soldier Genes" de Big Boss, y Liquid lo odia porque él era el más débil de los dos. Luego, se enfrentan en un combate cuerpo a cuerpo en la cual Liquid cae desde lo alto del Metal Gear. Finalmente, tras una persecución automovilística, antes de matar a Snake y a Otacon/Meryl, Liquid muere a causa del virus FOXDIE.
En los créditos del juego, Revolver Ocelot explica que Liquid Snake murió sin saber que él tenía los genes dominantes y no los recesivos.

## Metal Gear Solid 2
En Metal Gear Solid 2: Sons of Liberty, Liquid se apodera de su antiguo aliado, Revolver Ocelot, gracias a que el brazo de Ocelot es mutilado por Gray Fox y, en reemplazo de este, le es implantado el brazo del cadáver de Liquid Snake. En el juego, se apodera del cuerpo de Revolver Ocelot solo cuando Solid Snake se encuentra cerca, primero cuando roba el Metal Gear RAY de las manos de los marines, y, posteriormente, cuando se encuentra en la superficie del Arsenal Gear, donde toma a RAY y desaparece.

## Metal Gear Solid 4
En Metal Gear Solid 4: Guns of the Patriots, Liquid Snake ha tomado completo control de la mente y voluntad de Revolver Ocelot, convirtiéndose así los dos en una nueva entidad, conocida como Liquid Ocelot. Liquid amenaza una vez más con un nuevo Outer Heaven para combatir a The Patriots, y establece su nueva base en Medio Oriente. Al final la mentalidad artificial de Liquid insertada en Ocelot dice que tienen una deuda que saldar, y como es clásico de este juego, Liquid Ocelot y Solid Snake luchan cuerpo a cuerpo hasta que, a punto de morir, Snake derrota a Liquid. De cualquier manera en el epílogo del videojuego, Solid Snake se reencuentra con su padre genético Big Boss y este le explica cómo sobrevivió a pesar de ser derrotado por él en Zanzíbar Land. Big Boss explica que en realidad Liquid Ocelot no era en sí el verdadero Liquid sino una copia mental de este insertado en el cuerpo de Ocelot para poder despistar a los Patriots y así tener alguna forma de prevenir su propia destrucción ante Solid Snake.